# 貢茶 (連鎖店)

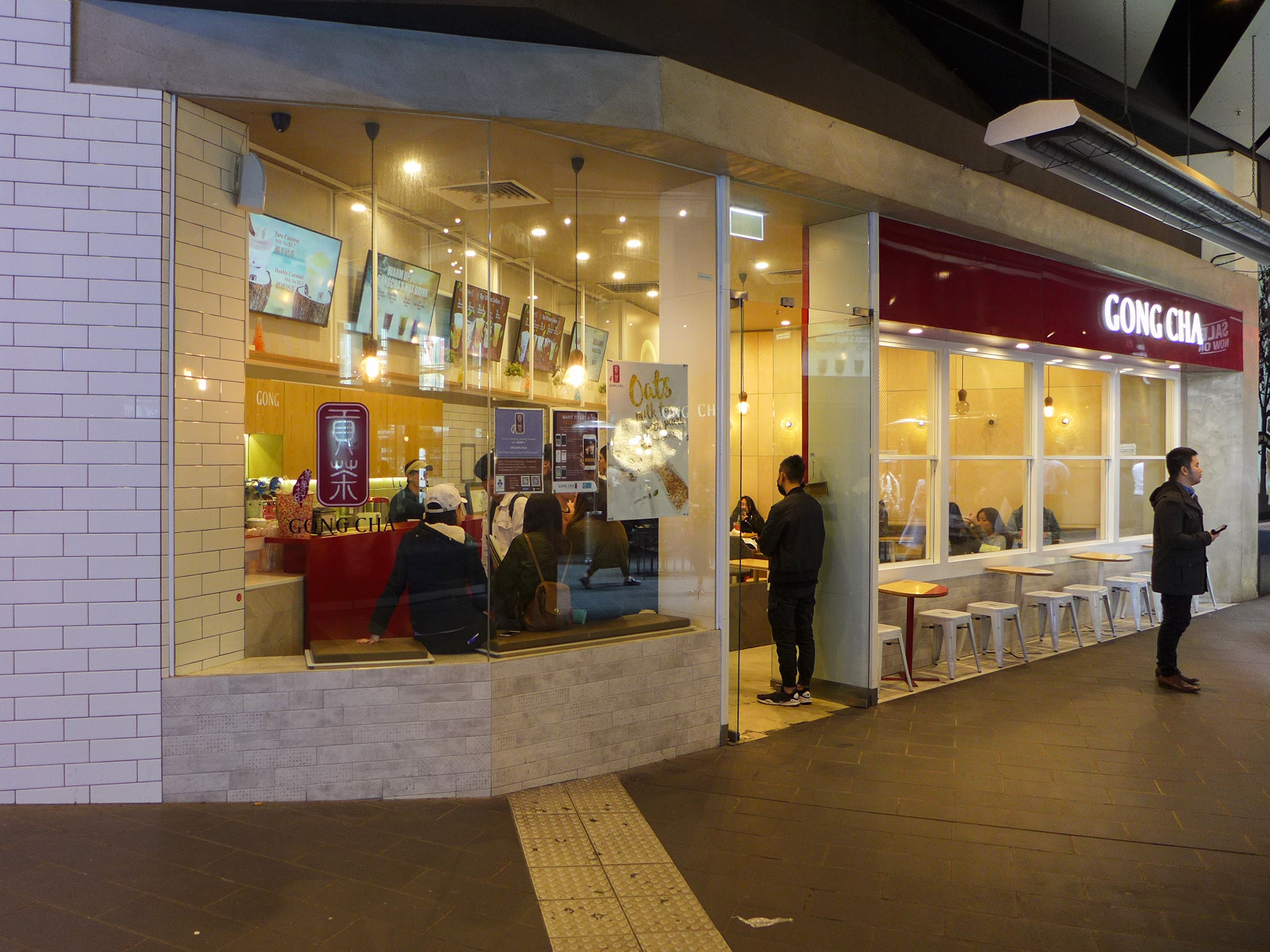
貢茶在澳洲墨爾本QV Square的分店

貢茶國際股份有限公司（英語：Gong cha，簡稱：貢茶）是一家台灣的跨國連鎖式手搖飲商店，現已被英資收購，成為外商。

## 歷史
- 2006年第一家貢茶門市在台灣高雄開幕。[1]
- 2007年，貢茶業務開始擴張至韓國、美國、加拿大、紐西蘭、澳洲等。[2]
- 2017年，透過基金Unison Capital資助韓國貢茶公司（Gong Cha Korea）所有人金汝貞買下台灣母公司─貢茶國際公司約70%股權、並收購當時的貢茶總部。[3]
- 2019年，美國私募股權公司TA Associates向貢茶國際增資，隨後收購韓國貢茶100%股權。同年英國貢茶公司（UK company GC Group BIDCO）收購貢茶國際另30%股權，使貢茶成為全外資公司。
- 2020年，UK company GC Group BIDCO更名為Gong Cha Global、並在倫敦成立全球總部。

## 全球店鋪
- 大韓民國：超過980家，是韓國珍珠奶茶的第一品牌。[4]
- 美国：至2025年4月，共227家门店。[5]
- 英国：至2025年4月，共13家门店。[6]
- 臺灣：至2025年4月，共8家门店。[7]
- 加拿大：至2025年4月，共51家门店。[8]
- 墨西哥:於瓜達拉哈拉開啟第一間分店。
- 新加坡：至2025年4月，共14家门店。[9]
- 马来西亚：至2025年4月，共59家门店。[10]
- ：至2022年，共有18家。[11]
- 越南：約40家門市。
- 緬甸：仰光國內外機場皆有駐店。
- 菲律賓: 至2021年，超過160家。
- ：至2025年有超過170家門市[12]
- 新西兰:至2025年4月，共30家门店。[13]
- 日本：至2025年4月，共182家门店。[14]

## 外部連結
- （繁體中文）（英文）貢茶國際股份有限公司 （页面存档备份，存于） 台灣公司資料 （页面存档备份，存于）
- 貢茶韓國 （页面存档备份，存于）
- （英文）貢茶全球 （页面存档备份，存于）
- 貢茶的Facebook專頁
- 貢茶的Facebook專頁
- 貢茶的Instagram帳戶
- 貢茶的Instagram帳戶
- YouTube上的貢茶頻道